# Kratzenburg
Kratzenburg ist eine Ortsgemeinde im Rhein-Hunsrück-Kreis in Rheinland-Pfalz. Sie gehört der Verbandsgemeinde Hunsrück-Mittelrhein an.

## Geschichte
Kratzenburg gilt als eine der ältesten Gemeinden im Vorderhunsrück. Als Cratzenberh wird es in einer auf das Jahr 975 datierten Urkunde Kaisers Otto II., die möglicherweise als Fälschung aus dem Mittelalter anzusehen ist, erstmals erwähnt. Der Ort tritt im Zusammenhang mit der Pfarrkirche St. Peter zu Boppard auf: „Das Dorf Cratzenberh im Gau Trier, in der Grafschaft des Siccos übergibt in der Urkunde der Pfarrkirche drei Königshufen.“ „Hufe“ bezeichnete bäuerliche Siedlerstellen mit Hof- und Wohngebäuden und dazugehörenden Ackerland. Eine Königshufe umfasste das Vierfache einer normalen Hufe.
Die erste sicher datierbare Urkunde, in der Kratzenburg erwähnt wird, stammt aus dem Jahr 1245. Danach gehörte der Ort zum Gallscheider Gericht. Kratzenburg gelangte mit dem gesamten Gerichtsbezirk im 14. Jahrhundert an Kurtrier.
Mit der Besetzung des Linken Rheinufers 1794 durch französische Revolutionstruppen wurde der Ort französisch, 1815 wurde er auf dem Wiener Kongress dem Königreich Preußen zugeordnet. Seit 1946 ist der Ort Teil des damals neu gebildeten Landes Rheinland-Pfalz.

### Namensherkunft
Der Namenspate könnte ein hölzerner, römischer Wachturm, auch „Katz“ genannt, gewesen sein. Dieser Turm soll sich einst auf dem Flurstück „Auf der Katz“ befunden haben. Crates kommt aus dem Lateinischen und bedeutet „aus Holz geflochten“. Im Verlaufe der beiden germanischen Lautverschiebungen hat es sich zu „tz“ gewandelt und durch die Einflechtung von „en“ wurde die Verbindung der eingedeutschten Endung „berg“ (berh) erreicht.
Übrigens weist die Endung „berg“ (berc) eindeutig auf eine Besiedlung hin, genau wie die Namensendungen „hausen“ oder „bach“.

## Politik

### Gemeinderat
Der Gemeinderat in Kratzenburg besteht aus acht Ratsmitgliedern, die bei der Kommunalwahl am 9. Juni 2024 in einer Mehrheitswahl gewählt wurden, und dem ehrenamtlichen Ortsbürgermeister als Vorsitzendem.

### Bürgermeister
Björn Seis wurde am 10. Oktober 2023 Ortsbürgermeister von Kratzenburg. Bei der Direktwahl am 17. September 2023 war der bisherige Erste Beigeordnete mit einem Stimmenanteil von 83,74 % gewählt worden. Bei der Direktwahl am 9. Juni 2024 wurde er als einziger Bewerber mit 87,5 % für weitere fünf Jahre im Amt bestätigt.
Der Vorgänger von Björn Seis, Christoph Seis, hatte das Amt für achteinhalb Jahre inne. Zuletzt bei der Kommunalwahl am 26. Mai 2019 war er mit einem Stimmenanteil von 77,10 % für weitere fünf Jahre bestätigt worden. Mit Wirkung zum 1. Mai 2023 legte er das Ehrenamt jedoch vorzeitig nieder, wodurch eine Neuwahl erforderlich wurde.

### Wappen
| Wappen von Kratzenburg | Blasonierung: „In geteiltem Schild oben ein roter Balken in Gold, belegt mit einem schwarzen Schwert, unten ein silberner Schrägbalken, belegt mit drei schwarzen Schwalben.“                                                                                   |
| Wappen von Kratzenburg | Wappenbegründung: Das Feld oben nimmt Bezug zum ehemaligen Wappen des Gallscheider Gerichts, das Schwert erinnert an die Gerichtsstätte Henkerstein (Enkerstein) in Kratzenburg. Die untere Schildhälfte enthält das Wappen der Familie Wilhelm von Schwalbach. |

## Wirtschaft
In Kratzenburg liegt ein Teil des Gewerbegebiets Hellerwald II, das vom Zweckverband Hellerwald II betrieben wird. Die Mitglieder dieses Zweckverbands sind die Stadt Boppard, die Gemeinde Kratzenburg und die Verbandsgemeinde Hunsrück-Mittelrhein. Das Unternehmen BOMAG, das Verdichtungstechnik herstellt, erweitert zurzeit seinen Bopparder Standort in das Gewerbegebiet Hellerwald II.

## Vereine
- Gesangverein Frohsinn Kratzenburg e. V., gegründet 1907
- Kratzenburger Carnevalsverein (KCV) gegründet 1971
- Jugendraum „Keller“ gegründet 1966